# Vicente Velázquez Salvador

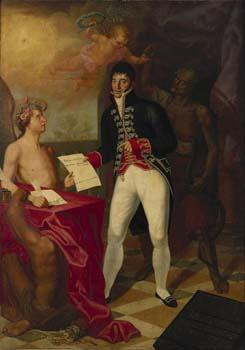
Retrato de Nicolás Tap y Núñez de Rendón. Óleo sobre lienzo, 221 x 168 cm, Museo de Huelva. Firmado en Valencia en 1816, titulándose académico de mérito de la Academia de San Carlos y pensionado del rey.

Vicente Velázquez Salvador (Valencia, 1761-después de 1830) fue un pintor español.

## Biografía

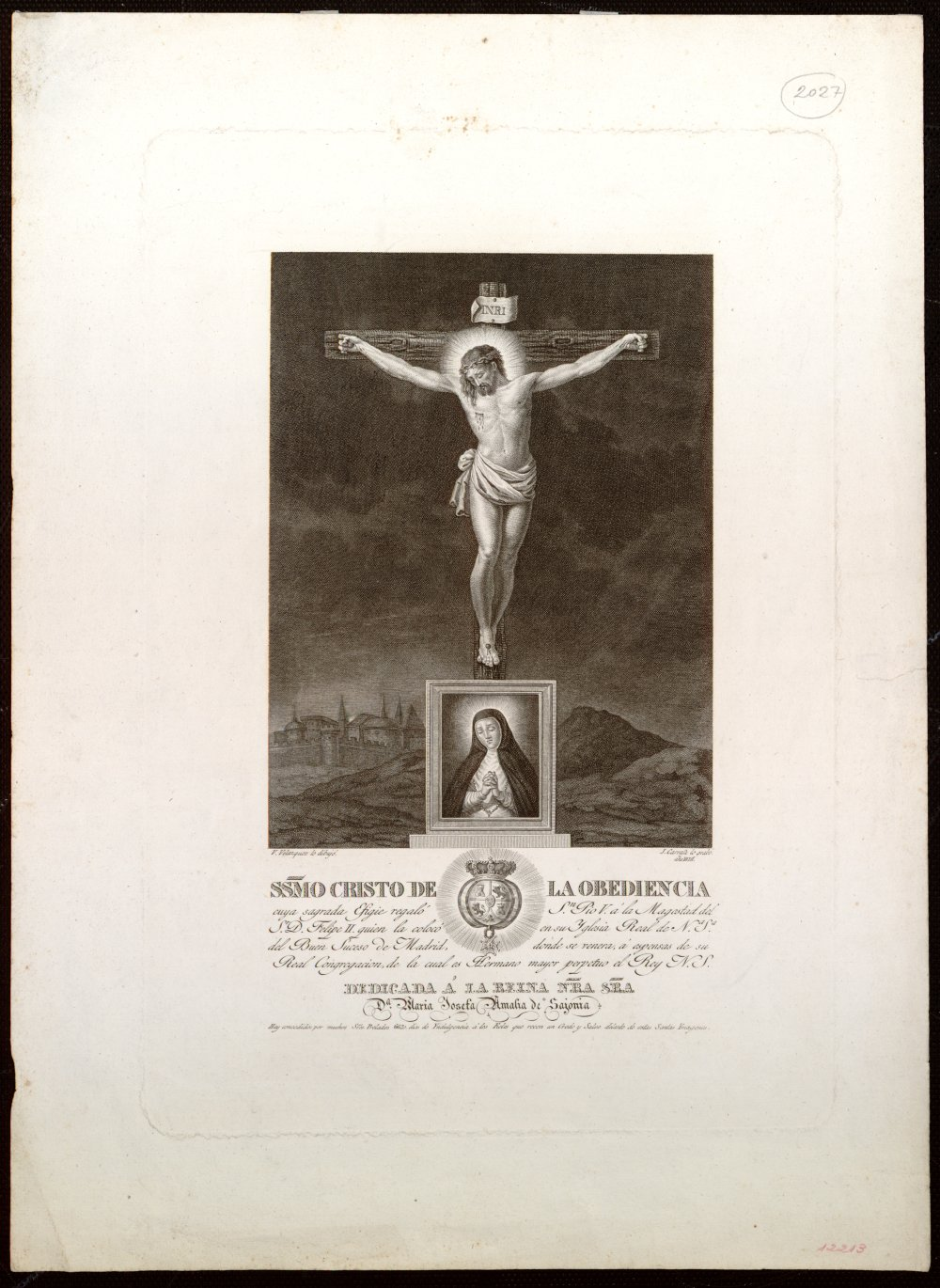
Santo Cristo de la Obediencia, grabado de Juan Carrafa por dibujo de Vicente Velázquez, 1828. Museo de Historia de Madrid. Inscripción: «SSmo Cristo de la Obediencia cuya sagrada Efigie regaló Sn. Pio V a la magestad del Sr. D. Felipe II, quien lo colocó en su Iglesia Real de Nª Sª del Buen Suceso de Madrid, donde se venera a expensas de su Real Congregación de la cual es Hermano mayor perpetuo el Rey N. S. Dedicada a la Reina Nra. Sra. Dª María Josefa Amalia de Sajonia [indulgencia]».

Inició sus estudios de pintura de historia asistiendo a las clases de José Vergara en la Academia de Santa Bárbara, hasta ser admitido en 1784 en la Sala de Flores que acababa de ser fundada en la Academia de San Carlos. En 1787 marchó a Roma pensionado por el rey, como se desprende del acta de la Junta Ordinaria de la Real Academia de Bellas Artes de San Fernando del 1 de junio de 1788, en la que el protector solicitó el examen de las obras enviadas últimamente por los pensionados, y las de Vicente Velázquez, que eran un San Sebastián, copia de Guido Reni, una Sibila, copia de Guercino conservada en el Instituto de España como depósito de la propia academia, y una María Magdalena por invención propia, «parecieron bien y más atendiendo la Junta que no hacia mas de un año que había ido a aquella ciudad, con muy pocos principios». Seguía en Roma en 1798, año en que aparece firmada una tabla con el Niño Jesús y san Juan Bautista conservada en el Ayuntamiento de Valencia, copia de Carlo Maratta.
De regreso a España, en 1800 fue admitido como académico de mérito en la Academia de Bellas Artes de San Carlos de Valencia. En 1808 desempeñaba el puesto de maestro de Pintura del Real Consulado de Santander. Un año después, establecido en Madrid el gobierno de José I Bonaparte, solicitó un empleo conveniente a su profesión de pintor y, al menos hasta mayo de 1809, gozó de una pensión de 200 reales de la corte josefina. Su adhesión a la causa napoleónica se vio recompensada en enero de 1810, al ser recomendado al conde de Mélito por Juan Antonio Llorente para formar el museo de pinturas con Agustín Esteve e Isidro Carnicero.
De esta época son los retratos de Francisco Amorós y Ondeano y de sus tres hijos, el del primero, gobernador militar y político de Santander en nombre del Gobierno napoleónico, con la Orden Real de España (colección particular). Restaurado Fernando VII en el trono de España, Vicente Velázquez se apresuró a hacer su retrato a su paso por Valencia. El Museo de Bellas Artes de Valencia conserva un retrato de busto del monarca vestido con uniforme de capitán general, copia reducida del que le hiciera Vicente López. Otro retrato de Fernando VII se encuentra citado en el Inventario del Ayuntamiento de Madrid de 2019, muebles de carácter histórico o artístico en dependencias municipales, donde se describe como de medio cuerpo, vistiendo uniforme de gala, con el brazo derecho adelantado sosteniendo un bastón y sujetando con el izquierdo un bicornio, con un billete en la mano, en el que aparece la inscripción «Señor Dn. Vicente Velázquez / académico de México (sic) / de la R'. Acadq. de Sn. / Carlos / cei / a.v.r. md. / cci supp». Por último, dentro de la exigua obra conservada, en la que prevalecen los retratos, el Museo de Huelva conserva un retrato de Nicolás Tap firmado en Valencia en 1816, con una compleja alegoría ideada por el propio retratado, cabecilla de la sublevación sevillana contra la ocupación francesa y posteriormente enfrentado a la Junta Suprema Central.
De su trabajo se conocen también cuatro dibujos de academia, dos de ellos firmados en Roma y uno en Madrid, conservados en el Museo de Bellas Artes de Valencia, y la firma como autor de la pintura o del dibujo al pie de varios grabados, entre ellos el del retrato de Juan Antonio Llorente publicado al frente de sus Anales de la Inquisición de España (Madrid, Imprenta de Ibarra, 1812), firmado excepcionalmente con el segundo apellido: «Vicente Velázquez Salvador lo pintó y dibujó; B[las] A[metlle]r lo grabó». El resto son estampas de devoción, de Nuestra Señora de la Misericordia como se venera en la Iglesia Parroquial de San Sebastián de Madrid, de los Sagrados corazones de Jesús y de María, grabado de Juan Carrafa del que hay ejemplar en el Museo de Historia de Madrid, y por grabado del mismo Carrafa el Santo Cristo de la Obediencia de la antigua iglesia madrileña del Buen Suceso, estampa que se anunciaba como novedad en la Gaceta de Madrid del 7 de diciembre de 1830, en venta en la calcografía de la Imprenta Real.